# Sony Masterworks
La Sony Masterworks è la divisione di musica classica della Sony Music.
Ad essa fanno capo le etichette discografiche Sony Classical, RCA Red Seal, Deutsche Harmonia Mundi e Arte Nova Classics.
Il gruppo non solo produce nuove registrazioni ma raccoglie l'eredità di storiche case discografiche quali RCA Records, Eurodisc e CBS.
Qui possiamo trovare grandi artisti del secolo scorso quali Enrico Caruso, Arturo Toscanini, Mario Lanza, Fritz Reiner, Eugene Ormandy, Artur Rubinstein, Jascha Heifetz, Vladimir Horowitz, Murray Perahia, Glenn Gould e Van Cliburn, ma anche recenti interpreti come Yo-Yo Ma, Joshua Bell, Arcadi Volodos, Annette Dasch, Sol Gabetta, Martin Stadtfeld.
Sotto il marchio Masterworks Broadway vengono prodotti dischi delle colonne sonore cinematografiche (come Star Wars, Il fantasma dell'opera, Memorie di una Geisha e molti altri). Con l'etichetta Okeh Records vengono invece prodotti dischi di musica jazz.